# Маунт Смарт (стадіон)

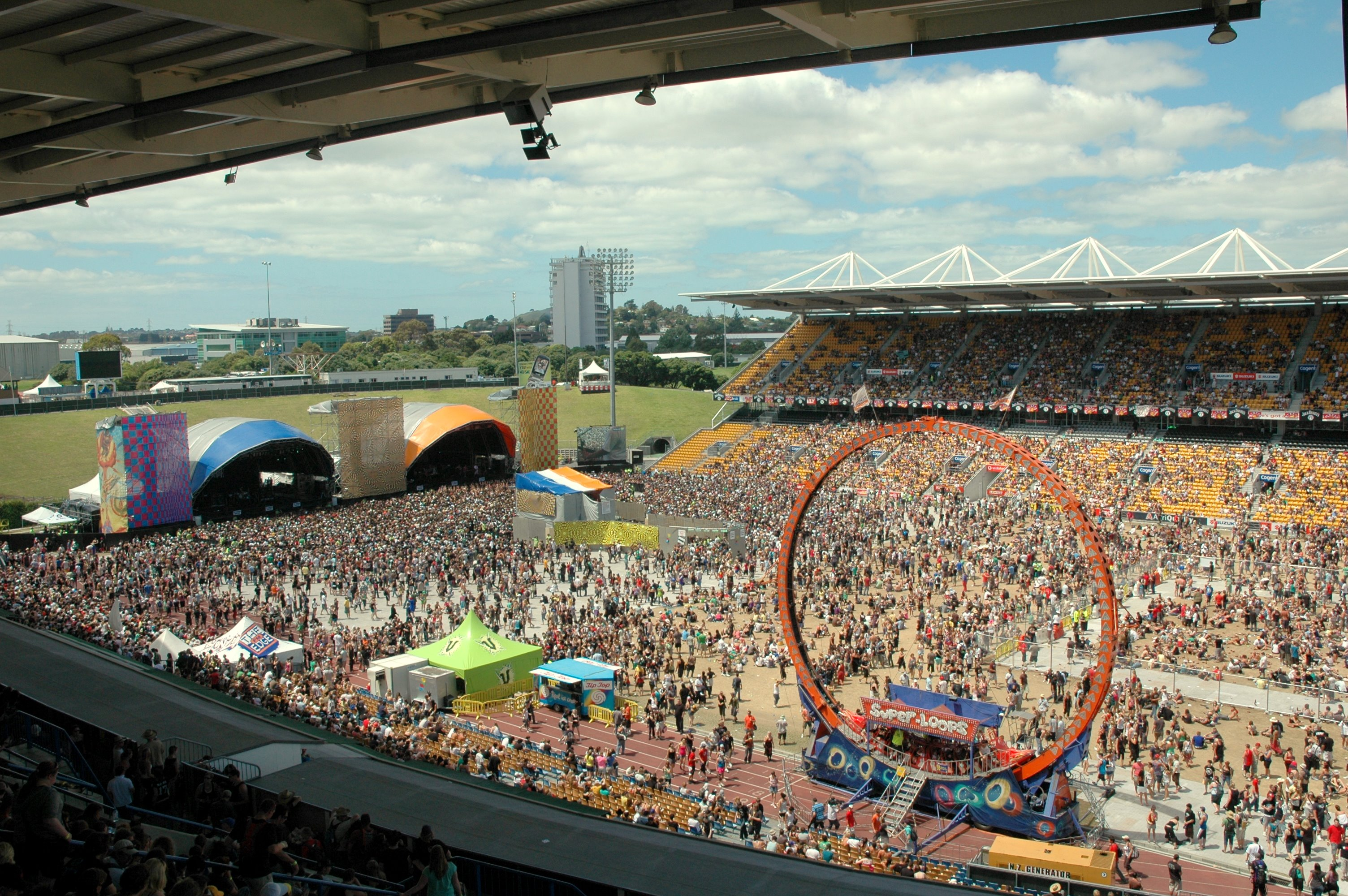
Великий вихідний день, Окленд 2007

Стадіон Маунт Смарт, раніше відомий як Ерікссон Стедіум (англ. Ericsson Stadium) — стадіон в Окленді, Нова Зеландія, домашня ареня команди Національної Регбійної Ліги, «Нью Зіленд Ворріорз». Побудований всередині занедбаних залишків вулканічного конуса Раротонга, він розташований в 10 кілометрах на південь від центру міста, в передмісті Пенроуза.

## Історія
У 1953 році був затверджений план для спортивного стадіону, який було офіційно відкрито у 1967 році. У 1978 році він провів 3 матчі туру Cricket World Series в Новій Зеландії. На стадіоні були організовані змагання з легкої атлетики, у тому числі успішні серії Pan Am на початку 1980-х років
Під час Great Britain Lions tour в 1988 році команда Австралії з регбіліг перемагала туристів 30-14 на «Маунт Смарт» перед натовпом у 8 000 глядачів. 23 червня 1989 року на «Маунт Смарт» відбулася перша гра міжнародної ліги регбі, коли Нова Зеландія і Австралія зіграли третій тест в рамках Kangaroos New Zealand Tour 1989. Перед 15 000 вболівальників Австралія перемогла Нову Зеландію 22:14, завершивши серію з рахунком 3-0.
Стадіон був обраний як головний стадіон легкої атлетики, а також для церемоній відкриття і закриття Ігор Співдружності 1990 року. Саме там збірна Нової Зеландії з футболу зіграла всі свої домашні відбіркові ігри до чемпіонату світу 1982 року. Це був перший випадок, коли Нова Зеландія кваліфікувалась до фінальних стадії чемпіонату світу з футболу.
Адель має рекорд відвідуваності стадіону, під час її туру (Adele Live 2017 Tour) 45 000 фанатів перебували на стадіоні одночасно. «Маунт Смарт» став господарем фіналу чемпіонату світу Суперліги 1997 року між австралійськими командами «Брисбен Бронкос» і «Гантер Марінс». Перед 12 000 вболівальників «Бронкос» переміг «Марінс» з рахунком 36:12.
Стадіон належить Оклендскій раді, після злиття регіональних влад Окленда. У кінці 1980-х і початку 1990-х років задня частина трибуни на «Маунт Смарт» використовувалася для банджі-джампінгу.

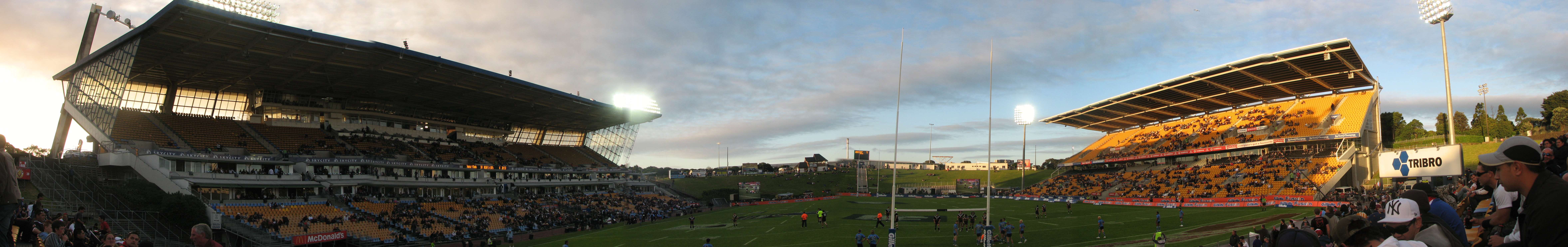
Панорамне зображення стадіону Маунт Смарт в 2006 році

## Орендарі
В даний час стадіон є домашньою ареною для «Нью Зіленд Ворріорз» з Національної регбійної ліги. Раніше тут також грав «Футбол Кінгз» з Національної футбольної ліги Австралії; однак його наступник з А-Ліги, нині неіснуючий «Нью Зіланд Найтс», грав на іншій стороні гавані Вайтемата на стадіоні у Норт-Гарбоу.
На атлетичному майданчику (офіційно стадіон Маунт Смарт № 2) проходять атлетичні змагання, аж до рівня початкової школи. Він також проводить місцеві матчі з регбіліг і служить домашнім стадіоном для Оклендської команди з регбі в Прем'єр-лізі Бартеррапарта.

## Концерти
Місткість стадіону для концертів становить близько 47 000 чоловік. Вона може бути збільшена до 60 000, коли встановлені тимчасові північні і південні трибуни. Список концертів, що проводяться на стадіоні, включений в таблиці нижче:
| Концерти, що пройшли на стадіоні Маунт Смарт |                                       |                                         |
| Дата                                         | Артист(и)                             | Тур                                     |
| 1984                                         |                                       |                                         |
| 25 лютого                                    | Елтон Джон                            | Too Low for Zero Tour                   |
| 1985                                         |                                       |                                         |
| 13 квітня                                    | Queen                                 | The Works Tour                          |
| 1986                                         |                                       |                                         |
| 7 лютого                                     | Боб Ділан                             | True Confessions Tour                   |
| 1 березня                                    | Dire Straits                          | Brothers in Arms Tour                   |
| 1988                                         |                                       |                                         |
| 19 грудня                                    | Guns N' Roses                         | Appetite for Destruction Tour           |
| 1990                                         |                                       |                                         |
| 1 березня                                    | Елтон Джон                            | Sleeping with the Past Tour             |
| 3 березня                                    | Елтон Джон                            | Sleeping with the Past Tour             |
| 7 листопада                                  | Ерік Клептон                          | Journeyman World Tour                   |
| 8 листопада                                  | Ерік Клептон                          | Journeyman World Tour                   |
| 1991                                         |                                       |                                         |
| 16 листопада                                 | AC/DC                                 | Razors Edge World Tour                  |
| 20 грудня                                    | Dire Straits                          | On Every Street Tour                    |
| 21 грудня                                    | Dire Straits                          | On Every Street Tour                    |
| 1992                                         |                                       |                                         |
| 18 квітня                                    | Боб Ділан                             | Never Ending Tour 1992                  |
| 28 жовтня                                    | Red Hot Chili Peppers                 | Blood Sugar Sex Magik Tour              |
| 1993                                         |                                       |                                         |
| 6 лютого                                     | Guns N' Roses                         | Use Your Illusion Tour                  |
| 13 лютого                                    | Елтон Джон                            | The One Tour                            |
| 1995                                         |                                       |                                         |
| 8 листопада                                  | Bon Jovi                              | These Days Tour                         |
| 1996                                         |                                       |                                         |
| 3 травня                                     | Red Hot Chili Peppers                 | One Hot Minute Tour                     |
| 9 листопада                                  | Майкл Джексон                         | HIStory World Tour                      |
| 11 листопада                                 | Майкл Джексон                         | HIStory World Tour                      |
| 27 листопада                                 | AC/DC                                 | Ballbreaker World Tour                  |
| 1997                                         |                                       |                                         |
| 31 січня                                     | Kiss                                  | Alive/Worldwide Tour                    |
| 12 лютого                                    | Тіна Тернер                           | Wildest Dreams Tour                     |
| 1998                                         |                                       |                                         |
| 28 лютого                                    | Pearl Jam                             | Yield Tour                              |
| 5 грудня                                     | Джанет Джексон                        | The Velvet Rope Tour                    |
| 2000                                         |                                       |                                         |
| 15 жовтня                                    | Рікі Мартін                           | Livin' la Vida Loca Tour                |
| 2006                                         |                                       |                                         |
| 24 листопада                                 | U2                                    | Vertigo Tour                            |
| 25 листопада                                 | U2                                    | Vertigo Tour                            |
| 2009                                         |                                       |                                         |
| 27 листопада                                 | Pearl Jam                             | Backspacer Tour                         |
| 2010                                         |                                       |                                         |
| 25 листопада                                 | U2                                    | 360° World Tour                         |
| 26 листопада                                 | U2                                    | 360° World Tour                         |
| 2012                                         |                                       |                                         |
| 10 листопада                                 | Coldplay                              | Mylo Xyloto Tour                        |
| 2014                                         |                                       |                                         |
| 1 березня                                    | Брюс Спрінгстін                       | High Hopes Tour                         |
| 2 березня                                    | Брюс Спрінгстін                       | High Hopes Tour                         |
| 2015                                         |                                       |                                         |
| 21 лютого                                    | Foo Fighters                          | Sonic Highways World Tour               |
| 14 березня                                   | Eagles                                | History of the Eagles — Live in Concert |
| 15 березня                                   | Eagles                                | History of the Eagles — Live in Concert |
| 21 листопада                                 | Fleetwood Mac                         | On with the Show Tour                   |
| 22 листопада                                 | Fleetwood Mac                         | On with the Show Tour                   |
| 12 грудня                                    | Ед Ширан                              | x Tour                                  |
| 2016                                         |                                       |                                         |
| 3 грудня                                     | Coldplay                              | A Head Full of Dreams Tour              |
| 2017                                         |                                       |                                         |
| 25 лютого                                    | Брюс Спрінгстін та його E Street Band | The River Tour                          |
| 18 березня                                   | Джастін Бібер                         | Purpose World Tour                      |
| 23 березня                                   | Адель                                 | Adele Live 2016/17                      |
| 25 березня                                   | Адель                                 | Adele Live 2016/17                      |
| 26 березня                                   | Адель                                 | Adele Live 2016/17                      |
| 5 грудня                                     | Сія                                   | Nostalgic for the Present Tour          |
| 16 грудня                                    | Пол Маккартні                         | One on One Tour                         |
| 2018                                         |                                       |                                         |
| 24 березня                                   | Ед Ширан                              | The ÷ Tour                              |
| 25 березня                                   | Ед Ширан                              | The ÷ Tour                              |
| 26 березня                                   | Ед Ширан                              | The ÷ Tour                              |
| 9 листопада                                  | Тейлор Свіфт                          | Taylor Swift's Reputation Stadium Tour  |

Маунт Смарт був місцем проведення Оклендського музичного фестивалю Великий вихідний день до 2012 року. У 2014 році стадіон Вестерн-Спрінгс став місцем проведення фестивалю в Окленді. Серед організованих концертів був Rainbow Warrior Benefit Concert в 1986 році, в якому брали участь кілька артистів, в тому числі Ніл Янг на акустичній гітарі та Джексон Браун, Грем Неш, Дейв Доббін і возз'єднання Split Enz на стадіоні Маунт Смарт.
Альбом художників маорі, які прийшли, щоб підтримати проект Маунт Смарт, був випущений в 1981 році. Він називався The Mauri Hikitia. Він досяг четвертого місця в чарті Нової Зеландії. У ньому взяли участь Ронда, Кен Кінкейд, Дін Варетіні і сім'я Лайтвуд.